# Kirchendemenreuth
Kirchendemenreuth je obec ve vládním obvodě Horní Falc v zemském okrese Neustadt an der Waldnaab v Bavorsku. Žije zde 890 obyvatel. 

## Geografie

### Sousední obce
Kirchendemenreuth sousedí s následujícími obcemi od západu: Pressath, Erbendorf, Windischeschenbach, Püchersreuth, okresní město Neustadt an der Waldnaab, Altenstadt an der Waldnaab a Parkstein. 
| Růžice kompasu | Erbendorf | Erbendorf                  | Windischeschenbach       | Růžice kompasu |
| Růžice kompasu | Pressath  | Sever                      | Püchersreuth             | Růžice kompasu |
| Růžice kompasu | Pressath  | Kirchendemenreuth          | Püchersreuth             | Růžice kompasu |
| Růžice kompasu | Pressath  | Jih                        | Püchersreuth             | Růžice kompasu |
| Růžice kompasu | Parkstein | Altenstadt an der Waldnaab | Neustadt an der Waldnaab | Růžice kompasu |

### Místní části
Obec Kirchendemenreuth má 21 místních částí:
- Altenparkstein
- Denkenreuth
- Döltsch
- Glasern
- Hahnenmühle
- Holzmühle
- Hutzlmühle

- Kirchendemenreuth
- Klobenreuth
- Köstlmühle
- Kriegshut
- Lenkermühle
- Menzlhof
- Miltenthal

- Obersdorf
- Oed
- Püllersreuth
- Scherreuth
- Staudenhof
- Steinreuth
- Wendersreuth

## Historie
Kirchendemenreuth v dnešním vládním obvodu Horní Falc byl poprvé písemně zmíněn v roce 1285 jako Tiemenriut. Obec byla sídlem jednoho ze sedmi rychtářských úřadů tzv. kondominia Parkstein-Weiden, spolku obcí se speciálním statutem ve Svaté říši římské. V Kirchendemenreuthu soudce okresu Parkstein, spolu s dvanácti porotci, rozhodoval v případech vysoké a nízké jurisdikce. Od roku 1714 patřilo místo k falckrabství Falc-Sulzbach. Roku 1777 se stalo součástí Bavorského kurfiřtství. Administrativními reformami v Bavorsku vznikla nařízením z roku 1818 obec v současné podobě.